# Erick Benzi
Pour les articles homonymes, voir Benzi.
Éric Fernand Benzi, dit Erick Benzi, né le 1er mars 1959 à Marseille, est un auteur-compositeur, musicien et producteur français.

## Biographie
Éric Benzi naît le 1er mars 1959 à Marseille, en France.
Ancien membre du groupe Canada,,, formé de Jacques Veneruso, Gildas Arzel et Gwenn Arzel, Erick Benzi contribue, depuis les années 1990, comme auteur-compositeur, musicien et/ou producteur, à la création des disques d'artistes tels que Jean-Jacques Goldman, Johnny Hallyday, et Céline Dion,.
Erick Benzi était le propriétaire jusqu'en 2008, du studio le Bateau-Lune à Sceaux. Il est également éditeur à travers la société Erk Music, installée à Bois-Colombes.
En 2007, Erick Benzi est membre du groupe El Club (formé de Gildas Arzel, Christian Séguret et Michael Jones) avec un premier album. Il est membre du groupe New-yorkais « Invisible blue » depuis 2010[réf. souhaitée]. Il continue à participer à différentes créations musicales, comme la comédie musicale Un été 44 présentée en 2016 dans la salle parisienne Comédia.
Il est nommé Chevalier des Arts et des Lettres en 2017.

## Discographie

### En solo
- 1991 : Ben the Eye (disque sous pseudonyme)

### En groupe
- 1988 : Canada - Sur les traces (groupe avec Gwenn Arzel, Gildas Arzel et Jacques Veneruso)
- 2003 : Céline Dion, 1 fille et 4 types (groupe avec Gildas Arzel, Céline Dion, Jean-Jacques Goldman et Jacques Veneruso)
- 2007 : El Club - El club (groupe avec Gildas Arzel, Michael Jones et Christian Séguret)
- 2010 : Invisible blue - Something real (groupe avec Brian Leedle, Cameron Fall, Étienne Franck et Renaud Garcia-Fons)

## Collaborations
De 1991 à 2019, Erick Benzi a collaboré, comme auteur-compositeur, avec des artistes comme Johnny Hallyday, Marc Lavoine, Céline Dion, Daniel Levi, Nanette Workman, Florent Pagny, Patricia Kaas, Carole Fredericks, Roch Voisine, Garou, Anggun, Michel Sardou et Yannick Noah. Il a aussi participé, comme arrangeur musical, à l'enregistrement d'albums studio tels que celui de Julien Clerc : Double Enfance, et celui de Khaled : Sahra.

### Récompenses
- 1997 : SOCAN Canada, chanson étrangère d'expression française la plus jouée à la radio Le temps de m'y faire et chanson étrangère la plus jouée à la radio la neige au sahara
- 1997 : SACEM, chanson étrangère la plus jouée à la radio La neige au sahara
- 2004 : Just Plain Folks Music Awards, Best Gospel Album pour Springfield et Best Gospel Song pour Shine